# Ballachulish
Ballachulish (pronuncia /bæləˈxuːlɪʃ/; in gaelico scozzese: Baile a’ Chaolais) è una località della Scozia nord-occidentale, facente parte dell'area amministrativa dell'Highland e situata nella Glen Coe e sulle sponde del Loch Leven (che sfocia nel Loch Linnhe). La località è propriamente formata dai villaggi di North Ballachulish e South Ballachulish più un insediamento più grande situato più a nord.
La località fu per 250 anni un centro minerario per l'estrazione dell'ardesia.

## Etimologia
Il toponimo gaelico Baile a' Chaolais significa letteralmente "villaggio nei piccoli corsi d'acqua".

## Geografia fisica

### Collocazione
Il villaggio principale si trova lungo la sponda occidentale del Loch Leven, di fronte l'isola disabitata di Eilean Munde, a circa un miglio ad ovest del villaggio di Glencoe.

## Società

### Evoluzione demografica
Al censimento del 2019, il villaggio di Ballachulish contava una popolazione pari a 630 abitanti.
Nel 2001 contava invece 615 abitanti, mentre nel 1991 ne contava 557 abitanti.

## Storia
A partire dal 1635 il villaggio divenne un centro minerario conosciuto per le Ballachulish State Quarries.
Le Ballachulish State Quarries chiusero nel 1955.

## Monumenti

### Chiesa di San Giovanni
Tra gli edifici principali di Ballachulish, figura la Chiesa di San Giovanni, eretta nel 1840.